# Notholoba
Notholoba là một chi bướm đêm thuộc họ Geometridae.